# José Bonaplata
José Bonaplata Corriol o Josep Bonaplata i Corriol (Barcelona, 1795 - Buñol, 2 de junio de 1843) fue un empresario industrial español, conocido por ser el introductor de la máquina de vapor, para aplicaciones industriales, en España.

## Primeros pasos empresariales
Trabajó en el taller del su padre, el fabricante de indianas Ramón Bonaplata i Roig, hasta poco antes de que este se jubilara dejando la gestión de la fábrica en manos del hermano mayor y hereu, Salvador. En ese momento, sobre el año 1828, se emancipó y puso en marcha, junto con Joan Vilaregut, una fábrica de tejidos de algodón en la población de Sallent, de donde era el segundo, en un edificio alquilado. Es significativo que, esta su primera industria, contaba ya con los primeros telares mecánicos aplicados al algodón.
En noviembre de 1829 obtuvo, por Real Orden, un privilegio de introducción de maquinaria textil extranjera. En la primavera de 1830 viajó a Inglaterra junto con el estampador Joan Rull Camarasa quien, años antes, había importado los primeros cilindros mecánicos de estampación. Sus objetivos eran conocer a fondo las últimas novedades de la industria de hilados y tejidos, comprar maquinaria y situar a un compatriota, apellidado Camps, en una de las principales fábricas de Manchester con el fin de que se adiestrase. Al final de su periplo británico, antes de embarcar hacia Francia, expusieron al embajador en Londres, Francisco Cea Bermúdez, sus proyectos de instalaciones fabriles, consiguiendo de éste, por una parte, que escribiera al embajador en París, el conde de Ofalia, para que facilitara sus gestiones prospectivas en Francia donde estuvieron unos meses, y por otra, que se manifestara dispuesto a apoyar sus proyectos ante el ministro de Hacienda en Madrid. Hay que tener en cuenta que ambos personajes eran políticos de alto nivel que estuvieron al frente de sus respectivos gobiernos en España, tanto antes como después de este episodio.

## La introducción del vapor
A los pocos meses de regresar a Barcelona, el 13 de junio de 1831 formalizó su propuesta al Gobierno consistente en montar, a cambio de ayuda económica, unos talleres con máquinas de hilados o hilaturas de estambre y algodón traídas del extranjero y movidas por un vapor, y una fábrica de fundición. Seis meses después, el 22 de diciembre, el Ministerio de Hacienda hacía pública la contrata con el empresario catalán en la que se fijaban las cantidades de elementos productivos textiles y el número de hiladoras y telares a construir anualmente en la fundición y el taller de maquinaria, al tiempo que se le facultaba para la importación, libre de todo derecho, del hierro colado, cobre y carbón de piedra que necesitara; también se establecían determinadas cláusulas de orientación proteccionista y los importes y plazos de la indemnización de 65.000 duros ( 1.300.000 reales) concedida al empresario.
En el ínterin, el 30 de septiembre de 1831 formaba, con una duración prevista de cuatro años, la "Sociedad Bonaplata, Vilaregut, Rull y Cía."  que, con las incorporaciones posteriores, tendría nueve socios al año siguiente: los hermanos José, Ramón, Narciso y Salvador Bonaplata, Joan Vilaregut, Joan Rull, Josep Giralt (también importador de cilindro mecánico de estampación como Rull), su primo Valentí Esparó y el tío de éste, Josep Colomer.
Esta Sociedad, además de seguir con la fábrica de Sallent, estableció en la calle Tallers de Barcelona la industria pactada con el Gobierno, la Fábrica Bonaplata, que incluía las dos actividades: la fundición con taller mecánico para la construcción y la reparación de maquinaria, que empezó a operar en 1832, y la de hilados y tejidos de diversas materias, de la cual se sabe que en marzo de 1833 se hallaba pendiente del montaje de la màquina de vapor, recién llegada, que había de moverla. Destacó per ser la primera en España que utilitzaba la máquina de vapor como fuente de energía. De hecho, se la conoció como “Vapor Bonaplata” o simplemente como “El Vapor”. Marcó un hito en la historia de la industrialización española i llegó a contar con entre seiscientos i setecientos operarios.

## El final del Vapor Bonaplata y otras vicisitudes
La importante aventura industrial de la Fábrica Bonaplata duró poco. El 5 de agosto de 1835 la fábrica y el taller sucumbieron a un asalto multitudinario seguido de incendio.  La quema de la industria Bonaplata fue un ataque a la industrialización y la mecanización, un acto de ludismo, el movimiento contra las máquinas, en una época de grandes dificultades de trabajo y ocupación en el entorno de la primera guerra carlista. El diario liberal barcelonés El Vapor se refirió a los hechos, el 10 de agosto, lamentando los mismos y abogando por una reparación, por suscripción y por parte del gobierno, a los propietarios damnificados.
Ese mismo año 1835, y teniendo en cuenta la duración inicialmente pactada, los socios habían empezado las discusiones sobre como enfocar el futuro de la empresa, un proceso no exento de conflictos, más bien al contrario, si bien éstos quedaron temporalmente larvados al producirse el incendio, el cual destruyó prácticamente en su totalidad la fábrica de hilados y tejidos, afectando seriamente, aunque en menor medida, la fundición y el taller de construcciones mecánicas.
El inventario y evaluación de pérdidas quedó encomendado, el mismo 7 de agosto, a Ramón Bonaplata y Valentí Esparó. Unos cien días después, el 27 de noviembre, José Bonaplata elevaba al Gobierno, en nombre de la sociedad, una solicitud de indemnización por importe de 2.696.625 reales, alegando que la quema se había producido como consecuencia de los ''trastornos políticos que no supieron contener las autoridades políticas y militares". Por aquel entonces, José Bonaplata se desplazaba con frecuencia a Madrid, donde acabó fijando su residencia.  

### El conflicto de la fábrica de Sallent
Antes, incluso, del incendio del Vapor Bonaplata, ya había surgido un primer conflicto que estalló formalmente en febrero de 1836: se había dejado vencer el arrendamiento del edificio de Sallent, lo cual fue aprovechado por Joan Vilaregut para firmar un nuevo contrato a favor de su propio entorno familiar. Los cruces de acusaciones sobre la posible responsabilidad de los socios administradores (Esparó y Colomer), las sospechas de complicidad entre distintos grupos de interés, los requerimientos notariales, acabaron por la formación de una mayoría accionarial, contraria a los hermanos Bonaplata, favorable a la compra de dicha fábrica por parte de Vilaregut, tal como este pretendía.

### La finca de Liria
Antes de acabar el agitado año 1835, José Bonaplata adquirió la finca denominada "El Espinar", en el término de Liria (Valencia), que había pertenecido al monasterio de San Miguel de los Reyes. La granja había de convertirse en su refugio predilecto. Las mejoras que le aplicó, con un molino aceitero y una plantación de almendros de grandes dimensiones, dieron fe de su neófita atracción por la explotación agrícola. Por aquel tiempo también invirtió en el proyecto del Canal de Tamarite el cual, para su desgracia, tardaría décadas en hacerse realidad.

### El curso que siguió la indemnización
La demanda de indemnización presentada al ministro de Gobernación tuvo su recorrido por la Diputación Provincial de Barcelona, por el Consejo Real y también por la ciudad de Barcelona, con posiciones favorables al demandante, si bien condicionadas por la "escasez del Tesoro Público", acabando en la Comisión de Hacienda.
José Bonaplata tenía, desde junio de 1836, poderes otorgados por la sociedad a sus socios residentes en Madrid (él y Josep Giralt) para negociar con el gobierno sobre la indemnización solicitada. El 1 de abril de 1837 acudió a las Cortes con una propuesta consistente en montar un nuevo "taller de construcción de máquinas y una fundición de hierro colado en escala mayor que el destruido", solicitando que el Gobierno "pudiera facilitarle, en virtud de la nueva contrata que se otorgaría, la cantidad que se conviniese". El dictamen de la Comisión de Hacienda, de 12 de julio de 1837, impondría la renuncia de la sociedad a la indemniación como condición para el apoyo, vía compensación económica, para montar la nueva fábrica. La oposición inicial del resto de socios quedó zanjada, finalmente, por los acuerdos alcanzados en cuanto a resarcirse por mitades de lo que obtuviera José y poderse desligar, societáriamente, de nuevas aventuras industriales, acuerdos seguramente plasmados en el convenio que firmaron el 5 de octubre. La renuncia a la indemnización se firmó, ante notario, el 18 de diciembre de 1837.

### Disolución de la sociedad
Los responsables de la liquidación de la empresa fueron Esparó y Colomer. Los últimos escollos para el cierre societario surgieron, por una parte, con la pretensión de Valentí Esparó de quedarse, en condiciones particularmente favorables, lo que quedaba de la Fábrica del Vapor. Posiciones encontradas alargaron el proceso, pero la formación de mayorías accionariales a su favor permitió la firma de la venta, en los términos propuestos por el propio Esparó, el 28 de febrero de 1838. La fundición que allí estableció sería una de las bases para la constitución de La Maquinista Terrestre y Marítima en 1885.  
El otro escollo vino de las reivindicaciones del propio José Bonaplata -que requirieron de arbitraje- sobre la percepción del 8% de los beneficios obtenidos por la empresa hasta ese momento, no distribuidos, y sobre retirar su parte proporcional del hierro colado y del carbón de coque que la empresa tenía "existentes o próximos a llegar".
El 26 de octubre de 1838 se firmaban todos los documentos que cerraban la liquidación de Bonaplata, Vilaregut, Rull y Cía. Solo quedaba completar el reparto del haber de la empresa entre los socios, lo que acabó el 28 de noviembre.